# 對馬丸
對馬丸（つしままる）是日本郵船所屬的一艘T型貨物船，總噸位為6,754噸。1944年8月，作為太平洋戰爭的疏散船，該船隻從那霸市開往長崎市的途中載著約1,700名平民和兒童。8月22日，對馬丸遭到了美國海軍潛艇「弓鳍鱼号潜艇」發射的魚雷攻擊而沉沒。

## 概要

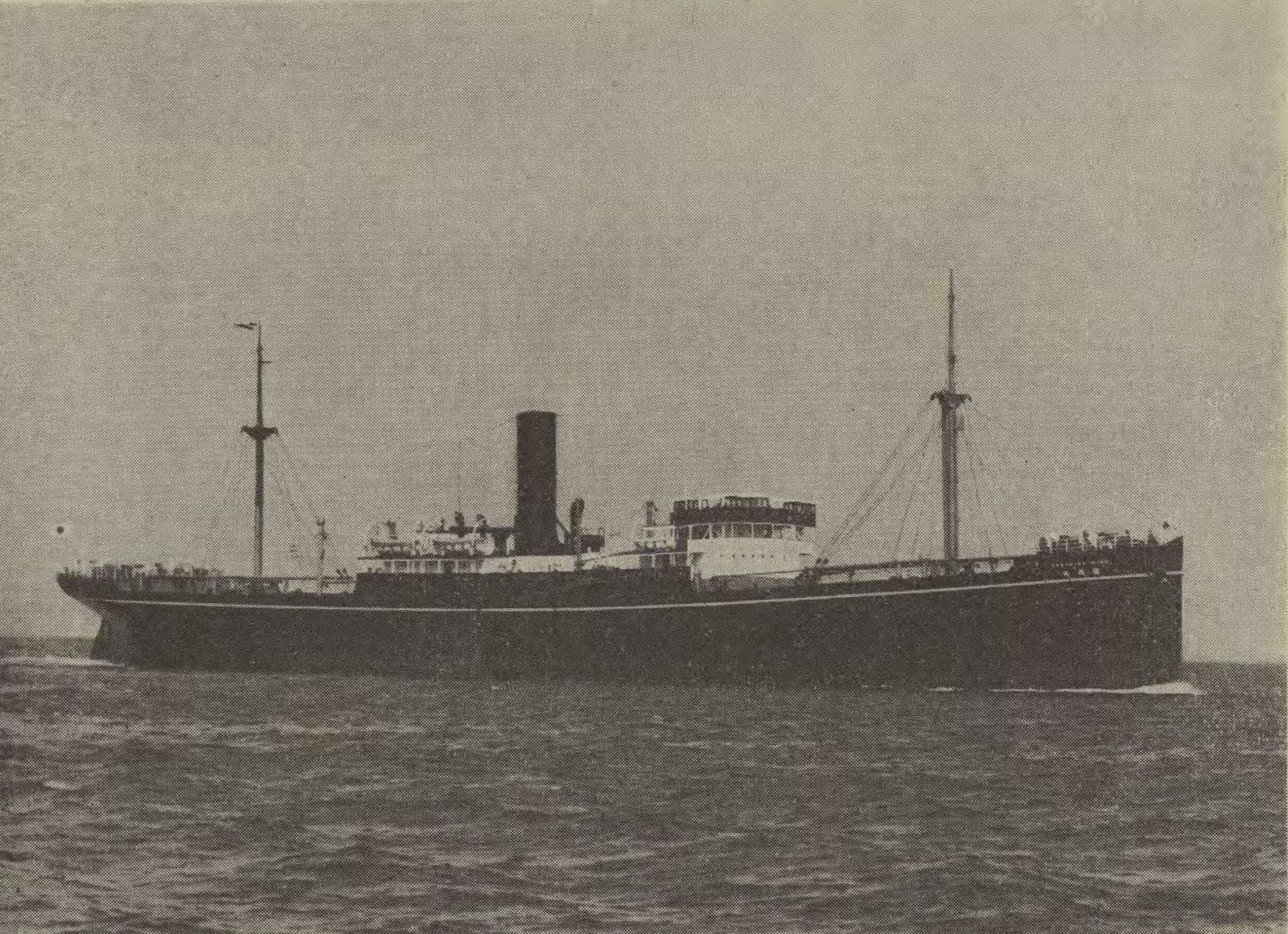
1935年以前的對馬丸。

自1912年開始，日本郵船進行了一系列改革以改善其貨物船隊。T型貨物船系列是其中之一，其中包括了對馬丸和高田丸等船舶。這些船舶是在蘇格蘭格拉斯哥的拉塞爾造船廠建造的，成本高達9萬4500英鎊。T型貨物船共有26艘，總噸數未達7000噸的船隻為德島丸（6,055噸）、鳥取丸（6,057噸），對馬丸、高田丸。這些船隻在第一次世界大戰期間被用於歐洲航線等航线上，運送了一些對同盟國有利的軍需品和糧食。1916年6月21日，對馬丸成為了重新開通的巴拿馬運河航線的首航船，自横滨市出發，開啟了橫濱到紐約之間的航線。
隨著時代的變遷，大阪商船公司引入新型高速柴油引擎船，例如畿内丸型貨物船，日本郵船的T型貨物船系列以及其他貨物船隊居於劣勢。於是日本郵船利用船舶改善助成施設和優秀船舶建造助成施設，建立了新型的N型貨物船、A型貨物船和S型貨物船船隊。対馬丸這類性能落後的舊型船隻退出了主要航線，轉用於開闢新的航線，例如通往中美洲和墨西哥灣的航線，或者被出售給其他船公司。對馬丸曾於1937年航行往加爾各答的航線。。
1941年9月21日，對馬丸被日本陸軍徵召，參與了南方作戰。在此期間，該船參與了1941年12月21日的菲律賓戰役和1942年2月的攻略巨港。到了1942年5月5日，對馬丸解除徵召，並開始服役於船舶運營會，主要從事物資運輸任務。1943年6月5日，對馬丸加入了第268船團，從高雄市駛向六連島的途中，船團在北緯30度52分、東經125度29分的位置遭遇了美國潛艇海狼號和提諾沙號的攻擊。在這次襲擊中，提諾沙號發射了兩枚魚雷，其中一枚擊中了對馬丸，幸運的是魚雷並未引爆，對馬丸並未受重創。
海狼號和提諾沙號在浮出水面後試圖逃脫，但海狼號被護衛的第36號巡邏艇趕走，而提諾沙號則遭遇了一場暴風雨。隨後的10月6日，當第431船團從頭頓市開往高雄途中，對馬丸在北緯12度21分、東經109度29分的地點遭受六發魚雷攻擊，幸運地只有三枚魚雷從船底經過。10月28日，對馬丸再次被徵召至日本陸軍，自此成為陸軍徵召船直至最後一刻。從1943年5月到6月，它參加了馬尼拉和哈马黑拉岛之間的運輸船隊，進行增援任務。

## 事故

### 出發前
1944年7月，隨著塞班島戰役的結束，美軍可以從該島發動B-29轟炸機，無需中途停留便可對日本幾乎全境進行空襲，除了北海道和東北北部。為因應這一情況，日本政府下達了對沖繩縣知事泉守紀的命令，要求他進行針對沖繩縣居民的疏散準備，並要求疏散10萬名老人、婦女和兒童到本土或臺灣。與此同時，還要對沖繩本島等地的軍隊和軍需物資進行運送。在這次運送中，大部分船隻都被用於軍事運輸，僅有少部分用於疏散運輸。
在進行疏散時，一些兒童的家長要求將軍艦用於疏散運輸，但日本海軍並無多餘的軍艦可供使用，因此大部分情況下只能依靠C型船。僥倖的是，來自第11水雷戰隊（高間完少將，海軍兵學校41期）、吳練習戰隊和吳潛水戰隊的艦艇得以投入疏散運輸，成為疏散運輸的主力。
對馬丸也是根據這一命令投入了兵員運輸和疏散行動的運輸船之一。8月1日凌晨3時，對馬丸加入モ05船團從門司港啟航。當時船上載著第二十六連隊第一中隊的官兵和其他211人，護航艦艇包括了敷設艦白鷹號和響號驅逐艦等。此外，船團還包括陸軍運輸船和浦丸（三菱汽船，6,804噸）和曉空丸（拿捕船，6,854噸）的船隻。。
8月5日，モ05船團抵達嘉手納海域後，陸軍部隊登陸，對馬丸、曉空丸及和浦丸被派往上海方向。在完成了對沖繩防衛的貢獻後，它們於8月16日從吴淞区海域啟航，載著第六十二師團（本郷義夫中將）的官兵和馬匹前往那霸。對馬丸上載了2409名官兵和40匹馬，609船團於8月19日順利抵達那霸。當時，護航艦艇包括了蓮號驅逐艦、栂號驅逐艦和宇治號砲艦。雖然モ05船團和609船團的反潛能力不足，但這段旅程一切順利。

### 事件經過

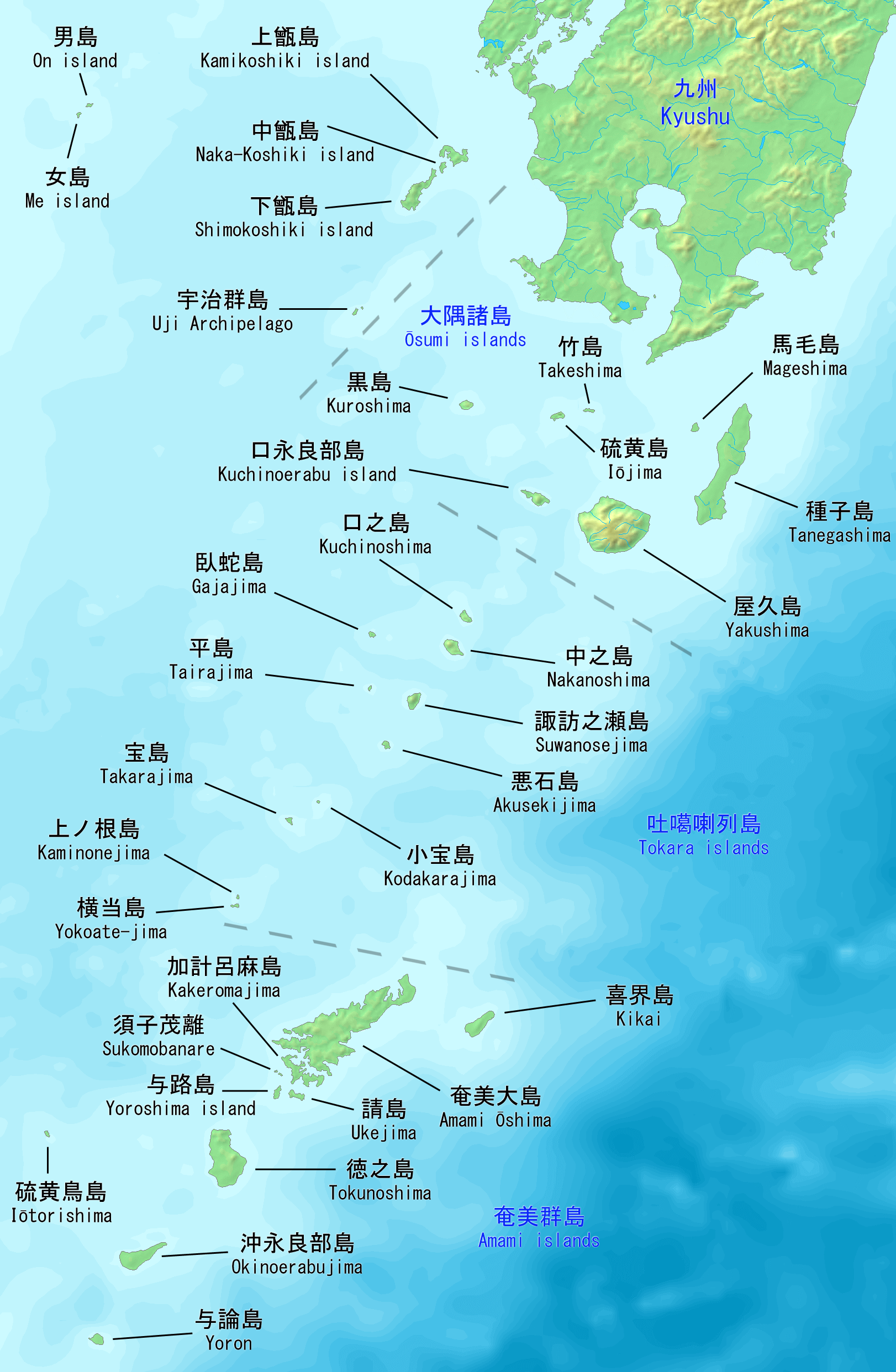
薩南群島地圖，中央區域是對馬丸遇難的海域。

1944年8月21日18時35分，由對馬丸、暁空丸和和浦丸組成的ナモ103船團，在颱風侵襲下的狂風暴雨中，由蓮號與宇治號護航，從那霸啟航前往長崎。對馬丸上搭載了1,661名乘客，包括民間人士和那霸國民學校的兒童及隨行人員（也有說法稱1,667名或1,788名）。船上還載有從上海轉運過來的蠶繭1,775包和芝麻1,000包。當時的船員人數為86人。其他兩艘船也載有疏散者，和浦丸是船團中最優良的船，載有學童疏散者1,514人，而戰利品船曉空丸則載有約1,400名普通疏散者。
對馬丸的許多乘客被安排居住在被改造成軍隊運輸船的兵員收容區，該場域只有一個樓梯和一條緊急用的繩梯，出入十分困難。對馬丸上的兒童們有著各種各樣的表現，有的像是去修學旅行一樣，出來甲板上眺望和浦丸，也有的期待著未曾見過的雪景，還有的因為船上搖晃而暈船，但一晚上就康復了，也有的整晚都未能入睡而哄鬧著。對馬丸的船員在空閒時與孩子們互動，談論著戰爭和曾經遭難但得救的故事。
另一方面，美國潛水艇弓鳍鱼号潜艇在7月16日進行了第六次巡邏，離開珍珠港前往東海，並於8月10日早上在南大東島附近用魚雷摧毀了停泊的兩艘帆船。之後，它在奄美大島、德之島、伊平屋島和與論島附近進行了巡邏。8月19日早上，它在沖繩本島西北海域發現了609船團試圖進行水面攻擊，但未能追上。8月20日僅見到了漁船，而8月21日在久米島西北海域進行了巡邏。美國海軍通過密碼破譯等手段，大致了解了ナモ103船團的航行路線。1944年8月22日早上4時10分左右，弓鰭魚號的雷達發現了船團，並潛行觀察了船團，但由於有巡邏機兩架護航，雖然只進行機械式的環繞飛行，還是對潛艇造成嚴重的干擾，因此弓鰭魚號認為該船團為「負有重要任務的船團」，並決定在夜間進行攻擊。
在8月22日的對馬丸船長室中，船長西澤武雄和陸軍的少尉運輸指揮官展開了激烈的辯論。西澤船長相當清楚這條航路有多危險，主張採取蛇形航行路線。但是運輸指揮官重視與船團保持距離和避免延誤，主張直線航行。結果出於「軍方命令」，採取了直線航行路線。此時，浮出水面的弓鰭魚號在10時34分跟丟了船團，便沿著預測的航向全速行駛。於12時54分左右，弓鰭魚號的雷達再度發現了船團，距離約為42000碼至45000碼（38～41公里）。
弓鰭魚號調節速度以保持足夠的距離繼續跟蹤船團。晚上7時58分，弓鰭魚號決定將攻擊點設在平島和諏訪之瀨島之間的海峽前方，並於21時30分設定了攻擊時間，以全速前進到攻擊預定海域。在迎來夜晚的對馬丸，老師指示孩子們穿上救生衣，其中三分之一的孩子準備在上層甲板上的救生筏上休息。與前一天晚上不同的是，由於開始下雨，一些人移到了船艙內，而且有些人開始疲憊而不像前一天那樣有精神。
另一方面，弓鰭魚號於晚上8時53分左右抵達了平島後方6英里、左舷前方8英里處為諏訪之瀬島，右舷前方6英里處是惡石島的海域。从弓鰭魚號看到對馬丸和曉空丸似乎彼此重疊，到了21時22分，整個船團都在視線範圍內。弓鰭魚號採取水面攻击，先从舰首发射管向對馬丸、曉空丸和蓮發射魚雷，然後轉向從艦尾發射管向和浦丸和宇治發射魚雷。
22時9分，弓鰭魚號的艦首發射管在距離2,800碼（約2.6公里）處發射了六枚魚雷，接著依計劃轉向並準備從艦尾發射管進行攻擊。據弓鰭魚號的觀測，大約一分鐘後，魚雷命中了「對馬丸和曉空丸各兩枚，蓮一枚」，對馬丸迅速開始沉沒，而蓮則被擊碎。實際上只有對馬丸被魚雷擊中。對馬丸的值勤人員確認魚雷攻擊並立即開始進行反擊射擊。在艦橋上，西澤船長下令「左全舵，全速前進（取舵一杯、両舷全速前進）」。可惜這些措施無甚效果，第一枚魚雷擦過了對馬丸的船艏，但接下來的三枚魚雷擊中對馬丸的第一、第二和第七貨艙左舷。稍後，另一枚魚雷擊中了對馬丸的第五貨艙右舷。大量海水湧入貨艙，繩梯幾乎被沖走，樓梯也很快被海水淹沒，第一時間爬上樓梯的人則與站在甲板上的人一起從貨艙逃脫。
西澤船長下令「全員撤離」，老師則用力踢了一些爬不起來的孩子，並試圖讓他們爬上樓梯，但逃難行動並不順利。一些人失足摔下梯子，有些人則因舷側太高而不敢跳入海中，對馬丸的船員將一些孩子從欄杆上拉下扔進了海中。另一方面，由於救生衣過大，一些兒童無法正確使用而溺斃。煙囪處有四到五名女性背著孩子爬上去，但隨著煙囪倒塌，他們與孩子一起落入海中。
魚雷命中後約11分鐘，即22時23分左右，對馬丸爆炸沉沒。船隻的爆風導致救生艇翻覆，倖存者在颱風中在筏上漂流，與風雨、三角波、譫妄、對淡水的渴望搏鬥。弓鰭魚號從船尾發射管發射了兩枚魚雷，確認了一次命中，然後向橫當島方向移動。
曉空丸、和浦丸以及護航的蓮、宇治以全速離開危險海域。其他船舶未進行救援活動，是因為九個月前的1943年12月21日凌晨，在距離對馬丸沉沒海域附近的北緯30度26分，東經129度56分的位置發生了沖903船團事件。沖903船團從奄美大島的名瀨港啟航後，遭到美國潛艇灰背魚號潛艇的魚雷攻擊，造成貨客船湖南丸（大阪商船，2,627噸）沉沒。為了救援湖南丸的倖存者，停泊的特設捕魚艇柏丸（宇和島運輸，515噸）也被灰背魚號的魚雷擊沉。結果湖南丸的683名乘客中有576人死亡，其中包括曾被柏丸救起但仍未能逃脫死劫者。這導致其他船隻放棄救援漂流者並離開現場，於數日後抵達目的地長崎港。
當時的美國潛艦經常組成約三艘的狼群戰術，對於護衛不足的船隊來說，為了防止二次災害，讓剩餘的船隻逃離是最好的選擇。在離開該海域時，蓮曾進行深水炸彈攻擊，但對於浮出水面的弓鰭魚號的攻擊並沒有意義。正在北上的颱風則偏向大東群島的方向。

### 倖存者

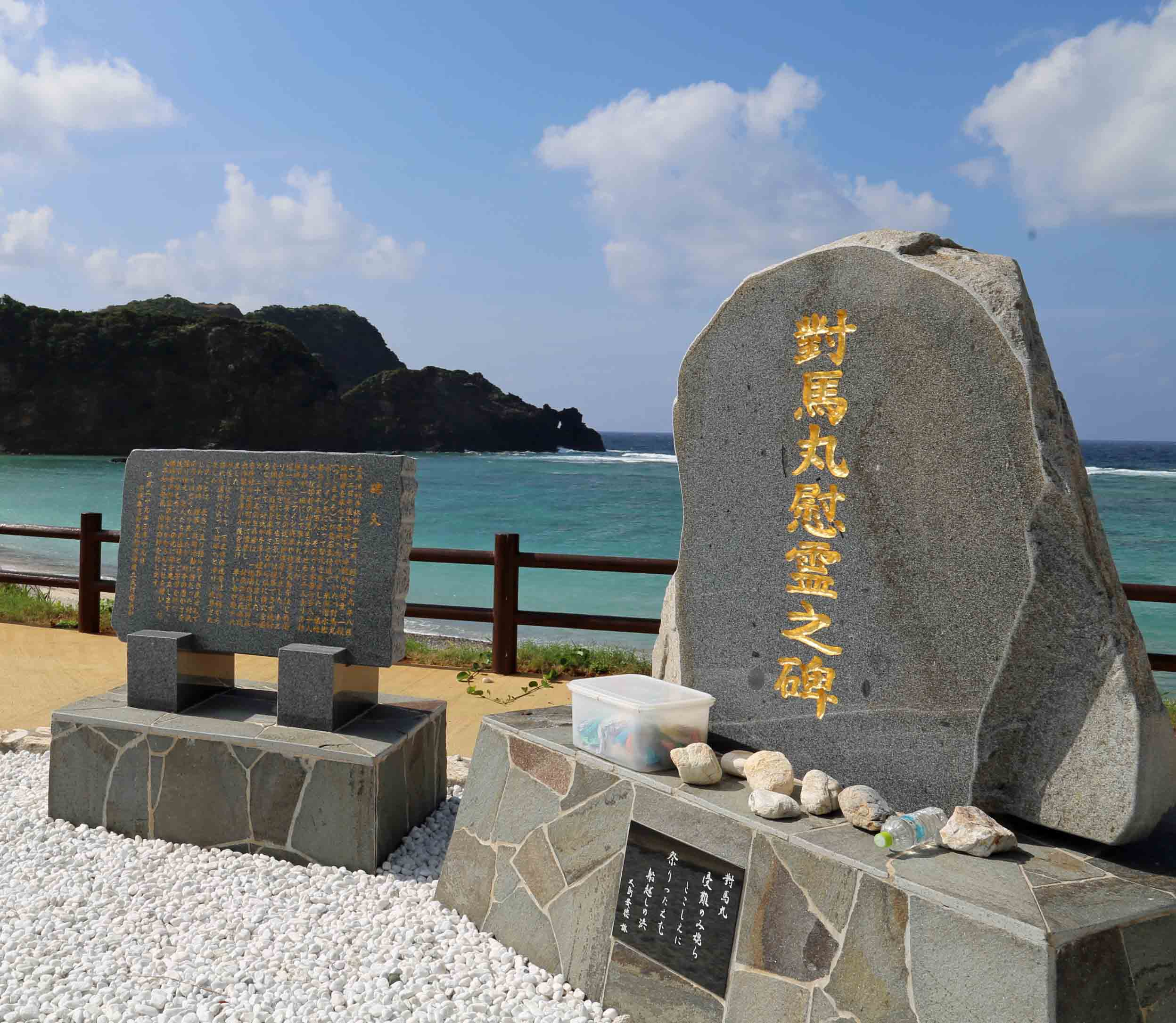
對馬丸慰靈碑

對馬丸遇難者的遺體漂流到了奄美大島宇檢村等地，現在設有紀念碑。許多倖存者漂流到了群島的無人島上，或者在暴風雨停歇後被來自鹿兒島縣的奄美大島和山川町（現為指宿市山川町）的漁船救出。在海上漂流時間最久的倖存者漂流了10天。
在漂流期間，對馬丸的船舶駕駛小關保一等運轉士，抓住一個有大約10名兒童的救生筏，並不斷地將發現的漂流兒童送上救生筏。小関運輸士告訴孩子們，儘管水已經淹到了腰部，但他們仍然要坐下並保持鎮定。小關運輸士等一行人奮力抵抗颱風，於8月23日下午約3點被兩艘漁船救起。這兩艘漁船救起了83名兒童、90名平民、7名士兵和21名船員。
另外，對馬丸的高射砲手吉田薫夫帶著3名兒童在一個救生筏上漂流，他們唱著軍歌以分散注意力，但隨著體力的消耗，兩名兒童相繼死亡，吉田和一名兒童後來在8月24日被救起；當天還救起了其他90名平民、13名士兵和33名船員。
最終，共有1,484名乘員和乘客死亡，其中對馬丸的船員，包括西澤船長，共有24人喪生。倖存的兒童僅有59人，但也有資料指稱為60人。對馬丸的學童生存率為7％、平民疏散者為14％、軍人為48％、船員為72％。

### 後果
對馬丸沉沒事件被依照緘口令以「影響軍民士氣」為由封鎖消息，但由於民眾沒有收到來自疏散地的信件，大眾很快就知道了實情。因此一度出現了反對疏散的聲音。但自1944年10月10日那霸市遭到空襲（十・十空襲）後，開始又有人願意疏散。在對馬丸沉沒前後，潛水母艦迅鯨號、長鯨號、长良号轻巡洋舰以及鹿岛号训练巡洋舰等艦艇也在返回日本本土時順帶進行了疏散運輸。從1944年7月到1945年3月，共有187艘船舶從沖繩出發進行了疏散運輸，超過8萬人被疏散到日本本土和臺灣。以上數字並不包括其他時間以及由客輪和漁船等自發疏散的人數。
除了對馬丸外，還有27艘各種船舶因事故或美軍的攻擊而沉沒在沖繩和奄美附近海域。其中大多數是像嘉義丸、湖南丸、宮古丸這樣的定期船，以及像富山丸這樣的軍隊運輸船。根據厚生省的調查，截至3月上旬，沖繩出發的187艘疏散船中，唯一發生過人員傷亡事件的是對馬丸。在調查範圍之外的時期，還發生了其他疏散船舶造成傷亡的情況，其中最重大的是尖閣諸島戰時遇難事件，大約有70人死亡。此外，來自鹿兒島縣德之島的疏散船武洲丸（日之出汽船，1,222噸）也在同年9月25日被潛水艇擊沉，成為除對馬丸外，唯一從薩南群島被潛水艇擊沉的疏散船。
與對馬丸同行的曉空丸在モ05船團、609船團和ナモ103船團後約一個月的時間，即1945年9月18日，在節船團從門司前往上海的途中，遭到長尾鯊號潛艇的攻擊而沉沒，和浦丸在途中改為醫院船，然後再次變回運輸船，但在1945年7月20日於釜山港外因水雷觸礁並被棄置，後來被打撈起來並改名為韓國號。許多疏散的平民最終在疏散地的本土（主要是九州、鹿兒島縣、熊本縣和宮崎縣）或臺灣迎接戰爭的結束。

## 戰後紀念

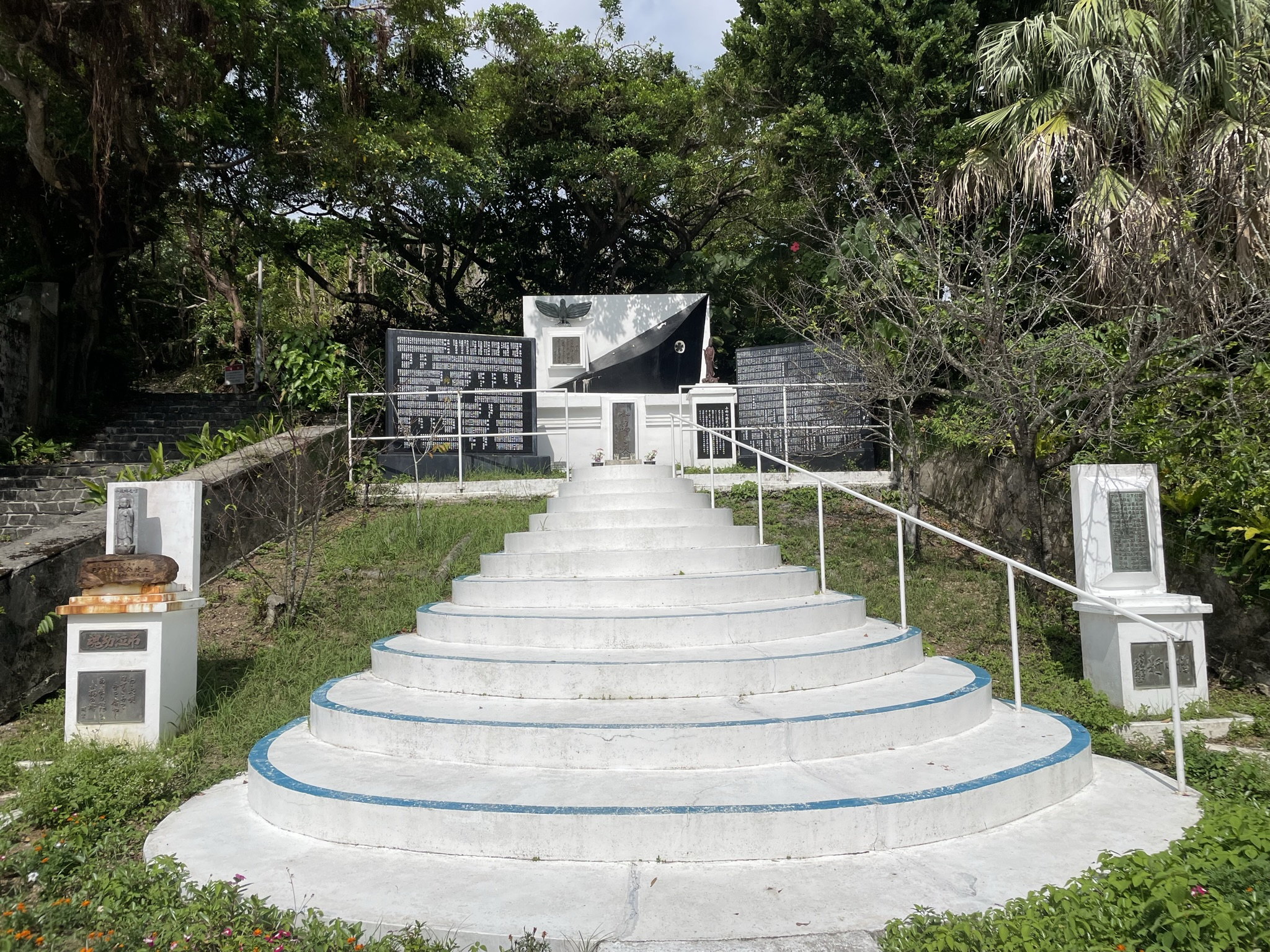
小櫻之塔

1950年10月，對馬丸遺族會正式成立。在美國佔領下的沖繩，開始傳達對馬丸的悲劇。1953年，在波之上護國寺建立了慰靈碑「小櫻之塔」（1959年4月移至那霸市若狭）。
1972年5月2日，根據1964年（昭和39年）的內閣決定（有關參與當前戰爭並因此死亡的軍人、軍屬以及被視為相當的人的頒授勳章）進行了首次頒勳（441名學童、15名引導老師和監護人、171名學童陪同者的總計627名）。此後，於1973年9月26日進行了第二次頒勳（227名學童、5名引導老師和監護人、74名學童陪同者）。
1975年，每年向遇難學童的家屬支付36萬日元的年金開始。這是對非軍屬災民的非同尋常安排。受惠者約有500人。
1982年，芥川獎作家大城立裕的非虛構小說《對馬丸》由理論社出版，並發表了75分鐘的動畫電影《對馬丸—再見沖繩—》，使「對馬丸事件」在日本更廣為人知。
1997年12月12日，沉沒的「對馬丸」船影殘骸被發現。遺族會要求政府將其打撈上岸，但政府表示由於打撈困難而不打算執行，作為替代方案則決定建造「資料館」。2004年8月22日，對馬丸紀念館在那霸市若狭開館。該博物館主要展示事件的經過、遇難者姓名、倖存者及家屬的證言、當時學校教室與船內的復原，以及遇難者遺像與遺物等文物。
2014年6月27日，天皇皇后對沖繩縣進行「為了慰靈訪問沖繩縣」，並參觀了慰靈碑「小櫻之塔」和對馬丸紀念館，與事件的倖存者和家屬進行了對話。2021年，由於持有遭難學童年金支給資格的遺族的最後一位成員去世，因此宣布停止年金支給。

### 追悼設施

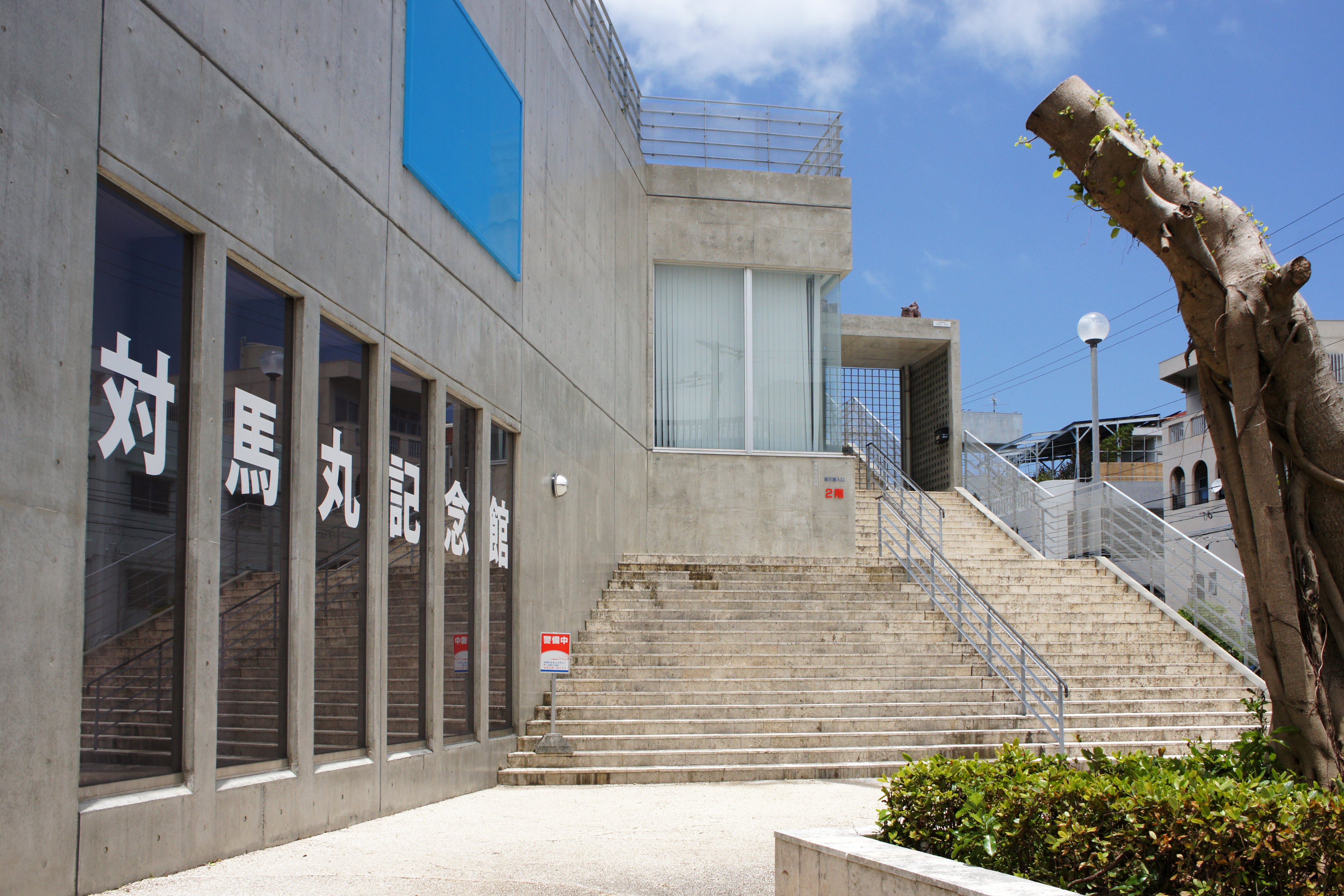
對馬丸紀念館

- 小櫻之塔：1953年5月建立於沖繩縣那霸市若狭（1959年4月移設）[71]。
- 古堅國民學校對馬丸避難學童慰靈碑：1990年8月建立於沖繩縣讀谷村字楚邊[71]。
- 對馬丸慰靈之碑：2017年3月19日建立於鹿兒島縣宇檢村船越海岸[76] 。
- 對馬丸和平紀念碑：2022年7月建立於那霸市立垣花小學校內[77]。

## 相關作品
書籍
- 《惡石島：疏散船學童死亡紀實》（1961年，大城立裕（日语：大城立裕）、嘉陽安男、船越義昭合著，文林書房）
- 《對馬丸的悲劇：沖繩的孩子們》（翌檜創作系列）（1972年1月，金澤嘉市著，翌檜書房）ISBN 4751512056
- 《惡石島：學童疏散船對馬丸的悲劇》（1975年，大城立裕、嘉陽安男、船越義昭合著，翌檜書房）
- 《啊，學童疏散船對馬丸：記錄與證言》（1978年8月，新里清篤、対馬丸遭難者遺族會編，GB554-E1935[84])
- 《對馬丸》理論社的長篇系列（1982年1月，大城立裕著，理論社）ISBN 4652010311
- 《對馬丸－再見沖繩－》動畫繪本（1982年1月，大城立裕原作，理論社）ISBN 4652020112
- 《逃出》中的「他人的城」（新潮社，1982年7月，吉村昭（日语：吉村昭）著，後來成為文庫）

動畫電影
- 《對馬丸—再見沖繩—（日语：対馬丸_—さようなら沖繩—）》（1982年10月24日，製作：對馬丸製作委員會，出品：シネマワーク）

其他
- 樂譜《混聲合唱組曲：海的號角［對馬丸的孩子們］：兒童合唱、混聲合唱與鋼琴》（1990年，池邊晉一郎（日语：池辺晋一郎）作曲，全音樂譜出版社）
- 大城立裕的《對馬丸》中的「攻擊」、「與死鬥的漂流」（有聲書CD）

### 來源
1. ↑  喪失一覧(3)p.10『昭和19年8月(1944年)B　｜22｜a｜對馬丸｜6,754｜日本郵船｜雷撃｜29-30N　129-30E 』
2. ↑  INC, SANKEI DIGITAL. . 産経ニュース. 2022-08-27  [2024-03-18]. （原始内容存档于2024-03-18） （日语）.
3. ↑  service@jp-home.com. . JP-Home 日本房屋網. 2024-03-18  [2024-03-18]. （原始内容存档于2024-02-23） （中文（臺灣））.
4. ↑  . nippon.com. 2022-08-22  [2024-03-18]. （原始内容存档于2024-03-18） （zh-cmn-Hant）.
5. 1 2  #日本郵船株式会社百年史 p.179
6. ↑  #郵船100年史 p.142
7. ↑  #日本郵船株式会社百年史 p.275
8. ↑  #日本郵船株式会社百年史 p.325, 328, pp.330-331
9. ↑  #日本郵船株式会社百年史 p.320, pp.327-328
10. ↑  #日本郵船株式会社百年史 p.344
11. 1 2  #郵船戦時上 p.813
12. ↑  #SS-197, USS SEAWOLF, Part 1 p.270, 290
13. ↑  #36哨 p.3
14. ↑  #江蘇丸
15. ↑  #SS-283, USS TINOSA, Part 1 pp.23-24
16. ↑  #SS-197, USS SEAWOLF, Part 1 pp.270-271
17. ↑  #36哨 pp.6-7
18. ↑  #対馬丸
19. ↑  #一護1810 p.10
20. ↑  #駒宮 (1987) p.180
21. 1 2  #安達 p.180
22. ↑  #田村 p.90
23. ↑  #呉鎮1907 pp.43-44
24. ↑  #ろ号作戦
25. ↑  #郵船戦時上 pp.807-808
26. 1 2  #駒宮 (1987) p.219
27. ↑  #陣中日誌 p.2
28. ↑  #陣中日誌 pp.2-3
29. ↑  #20掃1907 pp.22-23
30. ↑  . Rosebury Yard. 岩重多四郎.   [2012-12-07]. （原始内容存档于2020-02-17） （日本語）.
31. ↑  #20掃1908 p.40
32. ↑  #陣中日誌 pp.7-8
33. 1 2 3  #駒宮 (1987) p.232
34. ↑  #駒宮 (1987) p.236
35. ↑  #遭難部隊資料(陸軍)(2) p.16〔 番號：20｜船名(總屯数)：對馬(六,七五四)｜事故年月日(程度)：一九.八.二二(沈没)｜事故場所(原因)：N三九.三二 E一二九.三〇沖縄(潜)｜出港地 同年月日：那覇一九.八.二一｜目的港：長崎｜乗船部隊(乗船地)：便乗者(引揚邦人)一,六六一｜損害：一,四八四｜輸送指揮官：少尉 西村博一｜摘要：(空欄)｜〕
36. 1 2 3  #郵船戦時上 p.807
37. ↑  . 亞洲歷史資料中心 （日语）. p.2〔 十九.八.二十二(略)對馬丸(Ａ6757ｔ　人員1677名)2220那覇→長崎／第五杉丸(Ａ1983ｔ)1855「ポートブレア」碇泊中}(潜水艦)(魚雷)(沈) 〕
38. ↑  対馬丸資料館調べ
39. 1 2  #岩重 pp.28-29
40. 1 2 3 4  #郵船戦時上 p.808
41. ↑  内地（#郵船戦時上 p.808）、本州
42. ↑  #SS-287, USS BOWFIN, Part 2 pp.10-11, p.42
43. ↑  #四護1908 pp.27-28
44. ↑  #SS-287, USS BOWFIN, Part 2 pp.11-14
45. ↑  #SS-287, USS BOWFIN, Part 2 p.16
46. ↑  #SS-287, USS BOWFIN, Part 2 p.18
47. 1 2 3  #郵船戦時上 p.809
48. ↑  #SS-287, USS BOWFIN, Part 2 p.17
49. ↑  #SS-287, USS BOWFIN, Part 2 p.18
50. ↑  #SS-287, USS BOWFIN, Part 2 p.19
51. 1 2  #SS-287, USS BOWFIN, Part 2 p.20
52. ↑  #SS-287, USS BOWFIN, Part 2 pp.20-21
53. ↑  #駒宮 (1981) p.91
54. ↑  #郵船戦時上 pp.810-811
55. 1 2 3  #郵船戦時上 p.811
56. ↑  喪失一覧(2) p.32〔 昭和18年12月(1943年)B　｜21｜C｜湖南丸｜2,627｜大阪商船｜雷撃｜30-26N　129-53E 〕
57. ↑  喪失一覧(2) p.32〔 昭和18年12月(1943年)B　｜21｜b｜柏丸｜515｜宇和島運搬｜雷撃｜奄美大島附近 〕
58. ↑  #駒宮 (1987) p.118
59. ↑  #佐防戦1812 p.5
60. ↑  #田村 p.90、#安達 p.182）。
61. ↑  #四護1908 p.29
62. ↑  琉球新報社. . 琉球新報デジタル. 2014-08-22  [2024-03-18]. （原始内容存档于2024-03-18） （日语）.
63. 1 2  #郵船戦時上 p.812
64. ↑  #駒宮 (1981) p.97
65. ↑  . 東洋経済オンライン. 2016-08-22  [2024-03-18]. （原始内容存档于2024-03-18） （日语）.
66. ↑  . www.min-iren.gr.jp.   [2024-03-18]. （原始内容存档于2024-03-18）.
67. 1 2  防衛庁防衛研修所戦史室 『沖縄方面陸軍作戦』 朝雲新聞社〈戦史叢書〉、1968年、616頁。
68. ↑  第162国会 衆議院予算委員会第五分科会 2005年2月25日 （页面存档备份，存于）、川内博史衆議院議員の発言。
69. ↑  喪失一覧(3) p.15〔 昭和19年9月(1944年)C　｜18｜a｜暁空丸｜6,854｜拿捕船｜雷撃｜35-02N　124-24E 〕
70. ↑  #駒宮 (1987) p.257
71. 1 2 3   (PDF). 沖縄県.   [2022-07-18]. （原始内容存档 (PDF)于2023-03-17）.
72. ↑  対馬丸遺族に年金 悲劇の学童疎開 やっと願いかなう『朝日新聞』1977年（昭和51年）1月20日夕刊、3版、10面
73. ↑  . web.archive.org. 2016-08-11  [2024-03-18]. （原始内容存档于2016-08-11）.
74. ↑  . 那霸市觀光活動. 2018-06-29  [2024-03-18]. （原始内容存档于2024-03-18） （zh-cmn-Hant）.
75. ↑  学童乗せて沈没の対馬丸　対象遺族亡くなり支出金終了へ （页面存档备份，存于） 朝日新聞デジタル、2021年3月19日
76. ↑  「対馬丸、奄美に刻む　漂着地・宇検に慰霊碑」琉球新報、2017年3月20日
77. ↑  . 琉球新報. 2022-07-14  [2022-07-18]. （原始内容存档于2024-03-18）.

### 書籍
- アジア歴史資料センター（公式） （页面存档备份，存于）（防衛省防衛研究所）
  - Ref.C08050073400. . : 10.
  - Ref.C08030624600. .
  - Ref.C08030461900. . : 40–42.
  - Ref.C08030139900. . : 1–26.
  - Ref.C08030463200. . : 46–48.
  - Ref.C08030374000. .
  - Ref.C08030329600. .
  - Ref.C08030086800. .
  - Ref.C08030610300. . : 1–38.
  - Ref.C08030610300. . : 39–38.
  - Ref.C08030144000. . : 20–42.
  - Ref.C11110231500. .
  - Ref.C08050010000. .
  - Ref.C08050010100. .
  - Ref.C08050010200. .
  - Ref.C08050112600. .
- (issuu). Historic Naval Ships Association.   [2024-03-18]. （原始内容存档于2023-11-02）.
- (issuu). Historic Naval Ships Association.
- (issuu). Historic Naval Ships Association.   [2024-03-18]. （原始内容存档于2024-03-18）.
- 財団法人海上労働協会（編）. . 財団法人海上労働協会/成山堂書店. 2007 [1962]. ISBN 978-4-425-30336-6.
- 日本郵船戦時船史編纂委員会.  上. 日本郵船. 1971.
- 駒宮真七郎. . 出版協同社. 1981.
- 山高五郎. . 至誠堂. 1981.
- 木津重俊（編）. . 海人社. 1984. ISBN 4-905551-19-6.
- 駒宮真七郎. . 出版協同社. 1987. ISBN 4-87970-047-9.
- 財団法人日本経営史研究所（編）. . 日本郵船. 1988.
- 野間恒. . 野間恒（私家版）. 2004.
- 當間栄安. . 琉球新報社. 2004. ISBN 4-89742-061-X.
- 林寛司（作表）; 戦前船舶研究会（資料提供）. . 戦前船舶 (戦前船舶研究会). 2004, (104): 92–240.
- 田村俊夫「5500トン形軽巡「長良」の兵装変遷の定説を正す全調査」. . 学習研究社. 2005: 80–91. ISBN 4-05-604083-4.
- 安達利英「潜水母艦「迅鯨・長鯨」戦時中の兵装変遷と作戦行動記録」. . 学習研究社. 2005: 177–185. ISBN 4-05-604083-4.
- 岩重多四郎. . 大日本絵画. 2010. ISBN 978-4-499-22989-0.

## 外部連結
- 対馬丸記念館 （页面存档备份，存于）
- ドキュメンタリーアニメーション『対馬丸 -さようなら沖縄-』 - シネマワーク（インターネットアーカイブによる2012年1月24日分キャッシュ）
- The USS Bowfin Museum and Park （页面存档备份，存于）
- The USS Bowfin Museum and Park - Tsushima Maru Sinking （页面存档备份，存于）